# Ходкевич, Александр Франтишек
Александр Франтишек Ходке́вич (4 июня 1776 — 24 января 1838) — польский военный деятель, отставной генерал-майор (бригадный генерал). Драматург и учёный-дилетант. На русский манер именовался Александр Иванович или Александр Николаевич Хоткевич.

## Биография
Представитель литовского магнатского рода Ходкевичей герба Косцеша. Отец — Ян Николай Ходкевич (1738—1781), генеральный староста жмудский; мать — Мария Людвика Ржевуская (1744—1816), дочь гетмана великого коронного и воеводы краковского Вацлава Ржевуского и Анны Любомирской.
Офицер польских войск, участник польского восстания 1794 года под руководством Тадеуша Костюшко. После подавления восстания в отставке с чином полковника, поселился в своих имениях на Волыни (Чернобыль и Млынов). С 1809 года участвовал в деятельности польских тайных организаций на Волыни.
В 1812 году после занятия Вильны французской армией член комитета по делам вооруженных сил литовского Временного правительства ВКЛ, за свой счет сформировал 18-й пехотный полк в составе армии Наполеона и назначен его командиром.
В 1813 году вместе с полком в осажденной Модлинской крепости, после её капитуляции (25 декабря) — в плену. С чином полковника назначен начальником штаба гвардии Царства Польского, 20 января 1815 года по его прошению уволен с чином бригадного генерала (генерал-майора).
2 декабря 1818 года — сенатор-каштелян Царства Польского, а 9 апреля 1819 года, оскорблённый великим князем Константином Павловичем, резко выступил против него на заседании Сената, за что лишен звания сенатора. 17 октября 1819 года стал депутатом сейма от Сандомирского воеводства.
В 1820 году стал членом польского Патриотического общества. Содействовал контактам его представителей с членами Южного общества. Арестован и доставлен из Дубно в Санкт-Петербург майором Могилевского пехотного полка Веселаго в Главный штаб.
8 февраля 1826 года, поскольку доказать принадлежность Ходкевича к тайным обществам не удалось, он был освобожден, но в течение года должен был жить в Житомире под надзором полиции, затем вернулся в принадлежавшее ему местечко Млынов Волынской губернии, где и скончался.

## Семья
Был дважды женат. В 1799 году первым браком женился на Каролине Терезе Валевской (1778—1846), дочери Михаила Валевского и Ядвиги Тарло. С 1814 года супруги жили в разъезде, а после официального развода в 1822 году она стала женой князя Александра Сергеевича Голицына. Дети:
- София Ходкевич (1803—1871), жена графа Виктора Максимилиана Оссолинского
- Ян Кароль Ходкевич (1804/1805 — 1855)
- Мечислав Ходкевич (1807—1851)

В 1824 году во Млынове вторично женился на Франциске Ксаверии Щеневской (1806—1855), от брака с которой имел единственного сына:
- Болеслав Ходкевич (1825/1826 — 1867)